# Глубокая стимуляция мозга
Глубокая стимуляция мозга (DBS) — метод хирургического лечения, включающий имплантацию устройства, которое посылает электрические импульсы в определенную часть мозга.
Стимуляция выбранной области головного мозга приносит большую терапевтическую пользу при болезни Паркинсона, спонтанном треморе, дистонии и хронической боли. История попыток использовать глубокую стимуляцию мозга в лечении неврологических расстройств довольно долгая, но в последние годы был достигнут значительный прогресс, особенно в лечении болезни Паркинсона.
DBS напрямую изменяет активность мозга контролируемым образом; его эффект обратим (в отличие от случая, когда иногда в медицинских целях наносится непоправимый урон некоторым нервным путям в мозге) и является одним из немногих нейрохирургических методов, подлежащих объективной оценке методом двойного слепого исследования.

## Применение
Управление по контролю за продуктами и лекарствами США одобрило DBS для лечения спонтанного тремора в 1997 году, болезни Паркинсона в 2002 году и дистонии в 2003 году. DBS также используется для лечения хронической боли и различных аффективных расстройств, включая эндогенную депрессию. При депрессии, однако, гораздо чаще используется лечение электрическим полем, которое на короткое время воздействует на поверхность головы снаружи (таким образом индуцируются искусственные мгновенные разряды в головном мозге, имитирующие разряды, возникающие при эпилепсии).

## Устройство
Система глубокой стимуляции мозга состоит из трех элементов: имплантированного ритмического генератора электрической активности, подводящего сигнал к соответствующему ядру мозга и соединению. Генератор представляет собой работающий от батареи нейростимулятор, помещенный в титановый корпус, посылающий электрические сигналы в мозг, которые взаимодействуют с электрической активностью нейронов в ядре головного мозга. Сигнал к мозгу подается металлической проволокой, покрытой изолирующей полиуретановой оболочкой, оканчивающейся четырьмя небольшими платино-иридиевыми электродами, которые размещены в выбранном месте мозга. Она связана с генератором изолированным проводом, проходящим через череп снаружи головы и идущим дальше за ухом к шее, а затем к подключичному дну, где нейрохирург чаще всего размещает генератор.
Генератор после имплантации может быть откалиброван дистанционно неврологом, медсестрой или обученным техником для оптимизации его воздействия на симптомы заболевания и минимизации возможных побочных эффектов. Целью электродов, которые доставляют электрические сигналы в мозг при лечении глубокой стимуляции мозга при болезни Паркинсона, является субталамическое ядро.